# Georg August Bachmann
Georg August Daniel Bachmann (* 9. August 1760 in Zweibrücken; † 12. September 1818 in Frankfurt am Main) war ein deutscher Richter und Politiker in Frankfurt.
Bachmann war Jurist, seit 1782 war er Archivar in Zweibrücken und wurde 1801 Syndicus der Reichsstadt Frankfurt. Von 1817 bis 1818 war er Appellationsgerichtsrat am Appellationsgericht Frankfurt am Main. Von 1816 bis 1818 war er Schöff im Senat der Freien Stadt Frankfurt. 1818 gehörte er auch dem Gesetzgebenden Körper an.
Sein Vater war Johann Heinrich Bachmann, Archivar von Pfalz-Zweibrücken.

## Schriften
- (Bearb.): Johann Bachmann Heinrich / Pfalz-Zweibrükisches Staats-Recht. Heerbrandt, Tübingen 1784/1792.
- Betrachtungen über die dermalige Verhältnisse im Elsaß. Insbesondere in Rücksicht auf die Pfalz-zweybrükische Besitzungen unter Königlich Französischer Hoheit. Frankfurt 1791.

- Ueber die Lehnsfolge der Seitenverwandten in altväterlichen Stammlehnen. Mit Anwendung auf einen fürstbischöflichen Lehenhofe zu Worms anhängigen Rechtsstreit. o.O 1797/1798.
- Die Rechte des Fürstbischofes zu Worms als Lehenherrn ... Göttingen 1800.
- Vorläufige Erklärung auf die in Sachen Helmstatt gegen Coudenhoven kürzlich in Druck erschienene anonymische Abhandlung. o. O. 1800.
- Ueber Archive, deren Eigenschaften, Einrichtung und Benutzung nebst praktischer Anleitung für angehende Archivsbeamte in archivalischen Beschäftigungen. Seidl, Amberg & Sulzbach 1800.